# E.N.D. - The Movie
E.N.D. - The Movie è un film horror italiano del 2015, diretto da Federico Greco, Luca Alessandro, Allegra Bernardoni, e Domiziano Cristopharo.

## Trama
A causa di una partita di cocaina tagliata male, a Roma esplode un'epidemia che trasforma gli esseri umani in zombie. Col tempo il virus si estende a tutta l'Italia e i rapporti numerici di vivi e morti si invertono, con risultati imprevedibili.

## Riconoscimenti
- Selezione Miglior Film Fantafestival 2015[1]

## Episodi
- Day 0 diretto da Luca Alessandro, Allegra Bernardoni, Federico Greco
- Day 1466 diretto da Domiziano Cristopharo
- Day 2333 diretto da Federico Greco

## Distribuzione
La prima distribuzione home video internazionale del film avviene dal 9 febbraio 2016 tramite la label One 7 Movies. La versione DVD ha il titolo E.N.D. e presenta sottotitoli in inglese.